# Anomala erubescens
Anomala erubescens är en skalbaggsart som beskrevs av Ohaus 1925. Anomala erubescens ingår i släktet Anomala och familjen Rutelidae. Inga underarter finns listade i Catalogue of Life.